# Союз татар Республіки Польща
Союз татар Республіки Польща (пол. Związek Tatarów Rzeczypospolitej Polskiej) — громадсько-культурна організація, створена в 1992 році, яка об'єднує татар, які проживають у Польщі.

## Історія
Організація була заснована в 1992 році з ініціативи публіциста Мацея Муси Конопацького, громадського діяча Стефана Мустафи Мухарського (президент з 1992 по 1999 рік) та поета і публіциста професора Селіма Хазбієвича (президент з 1999 по 2007 рік). 10 листопада 2007 року в Гданську на 4-му Надзвичайному з'їзді делегатів Союзу татар Республіки Польща штаб-квартира Союзу була перенесена в Богоники і був призначений новий президент Центральної ради ЗТРП Стефан Корицький.
24 квітня 2010 року в Богониках відбулися 5 позачергові збори делегатів Союзу татар Республіки Польща, в яких взяли участь 17 делегатів з Богоникського, Підляського та Північно-Західного відділень.

## Повноваження Асоціації
- Центральна рада Союзу татар Республіки Польща
  - Ян Адамович — президент,
  - Лілла Свєрблевська — віце-президентка,
  - Дженетта Адамович — секретарка,
  - Анна Мухарська — скарбник,
  - Івона Ільясевич,
  - Кшиштоф Мухарський,
  - Александр Скібнєвський.
- Центральна ревізійна комісія Союзу татар Республіки Польща
  - Марія Александрович-Букін — голова
  - Айша Мішкевич — секретарка
  - Тетяна Андрацька — член

## Активність

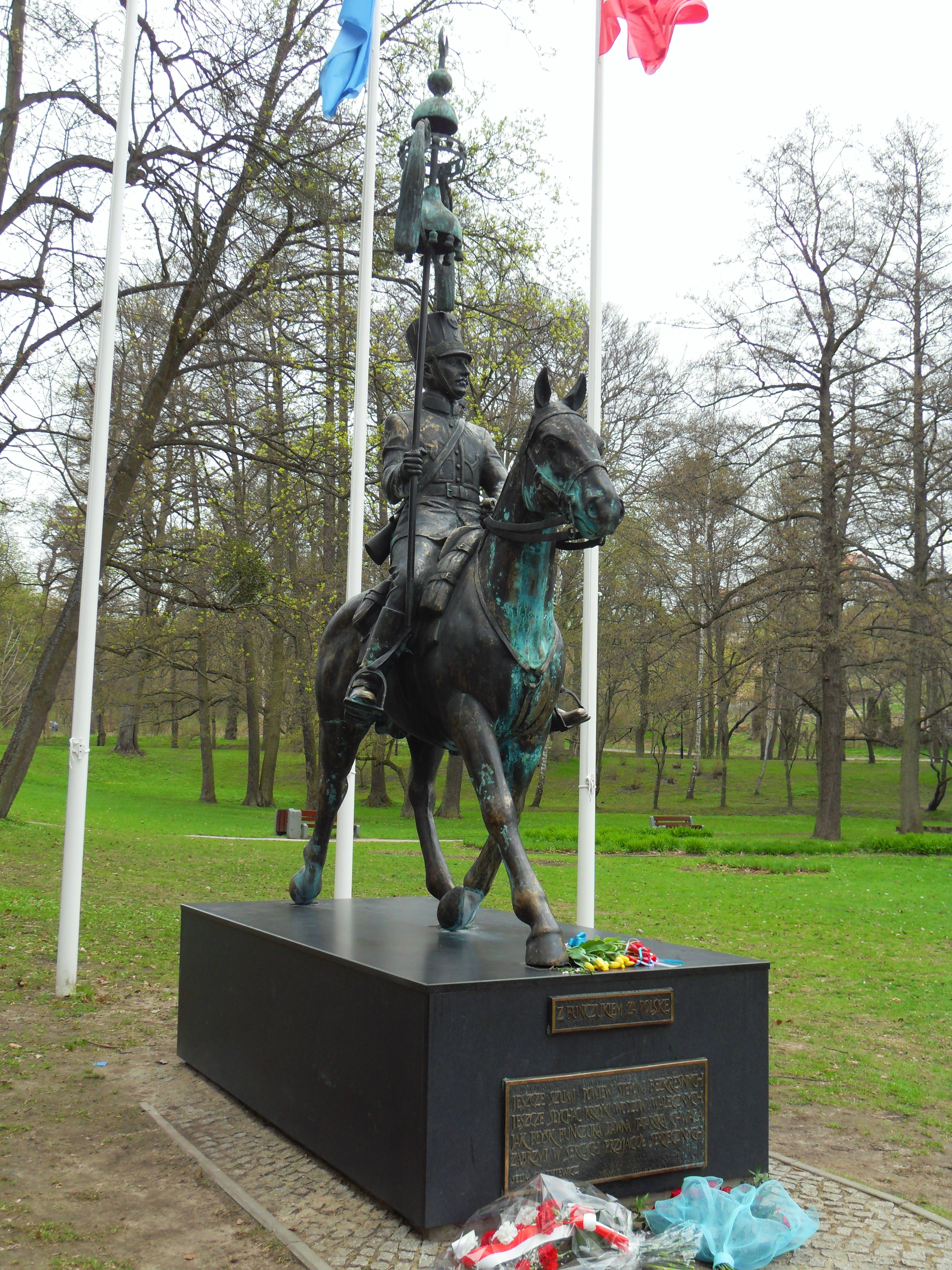
Пам'ятник татарину в Національному культурному центрі татар Республіки Польща

Спілка спирається на традиції Культурно-освітнього союзу татар Республіки Польща, який діяв у міжвоєнний період. Метою Союзу татар Республіки Польща є відродження етнічної ідеології татар.
Союз складається з автономних відділень, а Об'єднання татар Республіки Польща очолює Центральна рада. Rocznik Tatarów Polskich, наукове, культурне та громадське періодичне видання, присвячене історії, сучасності та культурі татар у Польщі та Східній Європі, виходив з 1993 по 2003 рік. Крім того, Biblioteki Rocznika Tatarów Polskich публікувала — формально як додатки до нього — книжкові позиції (загалом близько 20 назв). Спілка організовує науково-популярні конференції, з'їзди та зустрічі, які замінюють колишні щоденні взаємні зв'язки нині розпорошеної групи. Налагоджуються контакти з відродженими татарськими організаціям в Литві та Білорусі.
З 1994 року татарська організація отримує субсидії на свою діяльність від Департаменту культури національних меншин Міністерства культури, а з 2005 року — від Департаменту релігійних конфесій та національних і етнічних меншин Міністерства внутрішніх справ та адміністрації. Із 28 липня 2005 року асоціація має статус Організації суспільного блага.
Асоціація культивує традиції 13-го Віленського уланського полку. Це право було надано актом у серпні 2005 року на XVI з'їзді кавалеристів Другої Речі Посполитої в Грудзядзі Правлінням Асоціації кавалерійських полкових капел з Лондона. На XIX з'їзді кавалеристів Другої Речі Посполитої у 2007 році право на відродження та культивування традиції 1-го татарського ескадрону, який входив до складу 13-го Віленського кавалерійського полку, було також надано Центральною радою Об'єднання татар Республіки Польща.